# Prosopis burkartii
Prosopis burkartii là một loài thực vật có hoa trong họ Đậu. Loài này được O.Muniz miêu tả khoa học đầu tiên.
Prosopis burkartii là một loại cây bụi lớn, mọc bò, cao 0,5–1,5 m. Các vỏ xen kẽ với nhau, tạo thành một khối hình cầu. Loài quý hiếm và biệt lập này có thể có nguồn gốc từ sự lai tạo của loài Prosopis tamarugo X P. strombulifera.

## Đặc điểm
Vỏ quả dưới dạng cuộn dày 1–3 cuộn; ca. Dài 15–21 mm, rộng 1–18 mm, với các cuộn riêng lẻ khoảng. dày 8mm. Chủ yếu là nhiều quả mọc thành chùm hình cầu. Màu vàng nâu khi trưởng thành. Hạt xếp theo chiều dọc.
Các hạt có đường viền hình trứng rộng hoặc hình elip rộng, có umbo, ca. dài 4,2–5,2 mm, rộng 2,6–4 mm, dày 1,5–1,8 mm; hình elip, hình thoi hoặc không đều trong mặt cắt ngang.